# Гасанова Шамама Махмудалі кизи
Шамама Махмудалі кизи Гасанова (7 листопада 1923, село Араятли Карягинського повіту, тепер Фюзулинського району, Азербайджан — 5 вересня 2008, місто Баку, Азербайджан) — азербайджанська радянська діячка, голова колгоспу «Перше Травня» Карягинського (Фюзулинського) району Азербайджанської РСР. Член ЦК КП Азербайджану в 1955—1991 роках. Депутат Верховної ради СРСР 4—11-го скликань, заступник голови Ради Союзу Верховної ради СРСР (1959—1974). Народний депутат СРСР (1989—1991). Двічі Герой Соціалістичної Праці (19.03.1947, 17.06.1950).

## Життєпис
Народилася в родині чабана. Закінчила семирічну школу. З 1938 року працювала колгоспницею в колгоспі «Перше Травня» Карягинського району Азербайджанської РСР.
У 1942 році очолила комсомольсько-молодіжну ланку зі збирання бавовни-сирцю в колгоспі «Перше Травня», обиралася секретарем комсомольської організації колгоспу. Брала участь у русі по збиранню бавовни двома руками і вже в 1942 році Гасанова отримала врожай бавовни в 27 центнерів бавовни-сирцю з гектара на площі в 17 гектарів. У наступні роки її ланка також збирала високі врожаї: в 1946 році — 97 центнерів бавовни з гектара на площі в 5 гектарів, у 1947 році — 94,1 центнерів з гектара на площі 5 гектарів, у 1950 році — 88 центнерів із одного гектара на площі 12 га. За короткий час Шамама Гасанова стала визнаним майстром та фахівцем у галузі бавовництва.
Член ВКП(б) з 1946 року.
Указом Президії Верховної ради СРСР від 19 березня 1947 року за високі врожаї бавовни в 1946 році Гасановій Шамамі Махмудалі кизи було присвоєно звання Героя Соціалістичної Праці з врученням ордена Леніна та золотої медалі «Серп і Молот».
Указом Президії Верховної Ради СРСР від 17 червня 1950 року за успіхи у розвитку сільського господарства Гасановій Шамамі Махмудалі кизи присвоєно друге звання Героя Соціалістичної Праці з врученням другої золотої медалі «Серп і Молот».
З 1948 року була секретарем партійної організації колгоспу «Перше Травня» Карягинського району Азербайджанської РСР.
З 1953 до початку 1990-х років — голова укрупненого колгоспу «Перше Травня» Карягинського (Фізулинського) району Азербайджанської РСР. Під керівництвом Гасанової колгосп почав стабільно отримувати високі врожаї: в 1959-му, 1967-му та 1969-му роках у колгоспі «Перше Травня» збирали по 35 центнерів бавовни з одного гектара.
У 1966 році закінчила агрономічний факультет Азербайджанського сільськогосподарського інституту в місті Кіровабаді.
Розпорядженням Президента Азербайджанської Республіки від 11 червня 2002 року, за великі заслуги в галузі науки і освіти, культури та мистецтва, економіки та державного управління Азербайджану, Гасановій Шамамі Махмудалі кизи була надана персональна пенсія.
Померла 5 вересня 2008 року у місті Баку.

## Нагороди
- Двічі Герой Соціалістичної Праці (19.03.1947, 17.06.1950)
- чотири ордени Леніна (19.03.1947, 14.03.1948, 1.07.1949, 27.12.1976)
- два ордени Жовтневої Революції (8.04.1971, 12.12.1973)
- два ордени Трудового Червоного Прапора (30.04.1966, 7.07.1986)
- медаль «За оборону Кавказу»
- медаль «За трудову відзнаку»
- медаль «За трудову доблесть» (7.03.1960)
- медалі Всесоюзної сільськогосподарської виставки
- медалі